# Пока бьют часы (фильм)
«Пока бьют часы» — советский художественный музыкальный фильм-сказка по мотивам произведений Софьи Прокофьевой «Пока бьют часы» (в первоначальном варианте — «Сказка о ветре в безветренный день») и «Девочка по имени Глазастик».

## Сюжет
Школьница Маша случайно попадает в сказочный Город весёлых тружеников, которых угнетает злой король Кроподин I с помощью своих слуг и колпака-невидимки. До того как горожане окончательно избавятся от угнетателей и те превратятся в удирающих крыс и змей, Маша будет участницей событий и приключений.

## В ролях
- Маргарита Сергеечева — Маша
- Георгий Вицин — дедушка Маши / Великий Садовник
- Наталья Тенищева (поёт Ирина Грибулина) — Миэль, дочь садовника
- Виталий Гордиенко — Скрипач
- Мария Барабанова — тётушка Пивная Кружка
- Павел Степанов — трубочист Щётка
- Ксения Турчан — прачка Пуговка
- Олег Пудиков — трубочист Сажа
- Вадим Фролин — поварёнок Клёцка
- Вячеслав Богачёв — король Кроподин I
- Людмила Хитяева — королева
- Екатерина Виноградова — принцесса
- Марк Перцовский — цирюльник Цеблион
- Александр Кавалеров — Цеблионок
- Михаил Кононов — Грызун, начальник королевской стражи
- Георгий Милляр — министр войны
- Махмуд Эсамбаев — Иги-Наги-Туги, придворный музыкант
- Лев Потёмкин — пожилой придворный
- Евгений Гуров — придворный
- Виталий Леонов — министр юстиции
- Борис Гитин — придворный
- Геннадий Четвериков — кузнец / придворный
- Алексей Дроздов — старик
- Инга Будкевич (в титрах — И. Буткевич) — придворная дама
- Лидия Королёва — придворная дама
- Зоя Василькова — придворная дама

## Съёмочная группа
- Автор сценария: Геннадий Васильев
- Режиссёр: Геннадий Васильев
- Оператор: Владимир Окунев
- Художник: Анатолий Анфилов
- Композитор: Владимир Шаинский

Эпизоды фильма до начала сказочного сюжета снимались в Зеленограде.

## Критика
Искусствовед Яна Самохвалова в своей кандидатской диссертации 2012 года описала обнаруженный ею в фильме «Пока бьют часы» эпизод, отсутствовавший в сказке Прокофьевой, где Скрипач, понуждаемый играть на потеху жестокому Королю, останавливается после нескольких движений смычком по струнам, старый измученный слуга из угла подсказывает ему продолжать играть, чтобы остаться в живых, а огромные чёрные псы рвутся из рук стражника. Самохвалова усмотрела в этом эпизоде намёк на Гумилёвское стихотворение «Волшебная скрипка».